# Måttsund
Måttsund – miejscowość (tätort) w Szwecji, w regionie administracyjnym (län) Norrbotten, w gminie Luleå.
Według danych Szwedzkiego Urzędu Statystycznego liczba ludności wyniosła: 589 (31 grudnia 2015), 644 (31 grudnia 2018) i 671 (31 grudnia 2019).